# ایزتوک چوپ
ایزتوک چوپ (اسلوونیایی: Iztok Čop؛ زادهٔ ۱۷ ژوئن ۱۹۷۲) قایقران روئینگ اهل اسلوونی بود.
از افتخارات وی میتوان به کسب مدال طلا در بازی‌های المپیک تابستانی ۲۰۰۰ اشاره کرد